# Уго Санчес
Уго Санчес Маркес (ісп. Hugo Sánchez, нар. 11 липня 1958, Мехіко, Мексика) — мексиканський футболіст, нападник. По завершенні ігрової кар'єри — тренер. Найкращий футболіст регіону Північної Америки (зона КОНКАКАФ) XX сторіччя за версією IFFHS.

## Клубна кар'єра
Вихованець футбольної школи клубу «УНАМ Пумас». Дорослу футбольну кар'єру розпочав 1976 року в основній команді того ж клубу, в якій провів п'ять сезонів, взявши участь у 181 матчі чемпіонату. Більшість часу, проведеного у складі «УНАМ Пумас», був основним гравцем атакувальної ланки команди. У складі «УНАМ Пумас» був одним з головних бомбардирів команди.

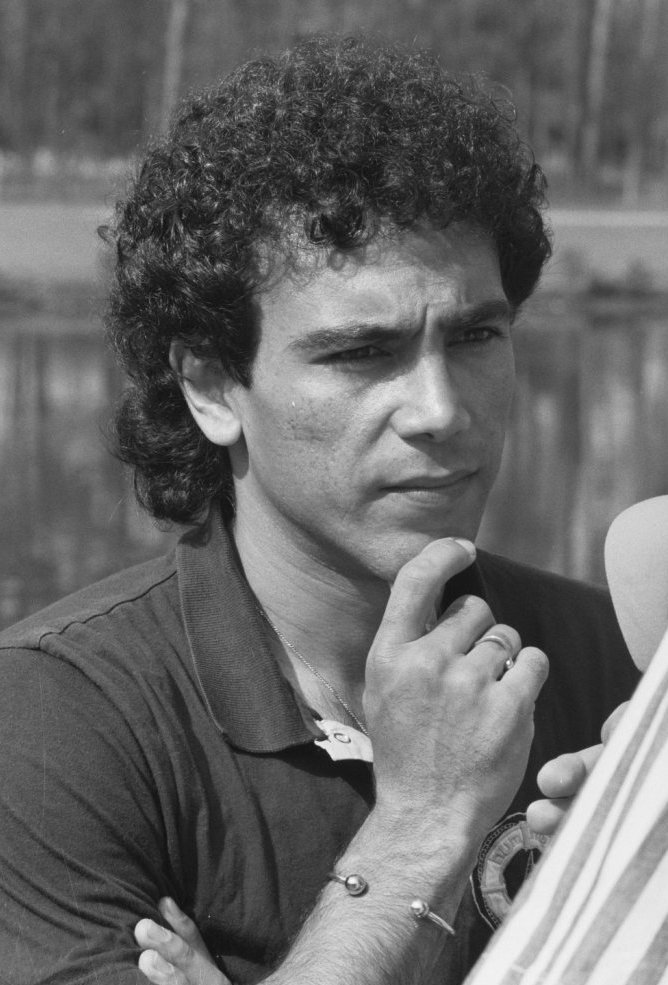
Санчес 1988 року

Протягом 1979—1980 років захищав кольори команди американського клубу «Сан-Дієго Сокерс».
Своєю грою за останню команду привернув увагу представників тренерського штабу мадридського «Атлетіко», до складу якого приєднався 1981 року. Відіграв за мадридський клуб наступні чотири сезони своєї ігрової кар'єри. Граючи у складі «Атлетіко» також здебільшого виходив на поле в основному складі команди.
У новому клубі був серед найкращих голеодорів, відзначаючись забитим голом в середньому майже у кожній другій грі чемпіонату, а в сезоні 1985-86 став найкращим бомбардиром іспанської першості.
1985 року уклав контракт з клубом «Реал Мадрид», у складі якого провів наступні сім років своєї кар'єри гравця. Тренерським штабом нового клубу також розглядався як гравець «основи». І в цій команді продовжував регулярно забивати, ще чотири рази виходив переможцем у суперечці найкращих бомбардирів іспанської Прімери. За цей час виборов титул володаря Кубка Іспанії з футболу, ставав чемпіоном Іспанії (п'ять разів), володарем Кубка УЄФА.
Згодом з 1992 по 1996 рік грав у складі команд клубів «Америка», «Райо Вальєкано», «Атланте», ЛАСК (Лінц) та «Даллас».
Завершив професійну ігрову кар'єру на батьківщині, у клубі «Атлетіко Селая», за команду якого досвідчений нападник виступав протягом 1996—1998 років.

## Виступи за збірну
1977 року дебютував в офіційних матчах у складі національної збірної Мексики. Протягом кар'єри у національній команді, яка тривала 22 роки, провів у формі головної команди країни 75 матчів, забивши 29 голів.
У складі збірної був учасником чемпіонату світу 1978 року в Аргентині, чемпіонату світу 1986 року у Мексиці, чемпіонату світу 1994 року у США, а також розіграшу Кубка Америки 1993 року в Еквадорі, де разом з командою здобув «срібло».

## Кар'єра тренера
Розпочав тренерську кар'єру невдовзі по завершенні кар'єри гравця, 2000 року, очоливши тренерський штаб клубу «УНАМ Пумас».
Надалі очолював команду клубу «Некакса», національну збірну Мексики та олімпійську команду країни. Керував мексиканською збірною в рамках розіграшу Кубка Америки 2007 року у Венесуелі, на якому команда здобула бронзові нагороди, а також розіграшу Золотого кубка КОНКАКАФ 2007 року у США, де мексиканці здобули «срібло».
Наразі останнім місцем тренерської роботи була іспанська «Альмерія», яку Уго Санчес очолював як головний тренер до 2009 року.

## Досягнення

### Як гравця
- Чемпіон Мексики:

«УНАМ Пумас»: 1976-77, 1980-81
- Володар Кубка Іспанії з футболу:

«Атлетіко Мадрид»: 1984-85
«Реал Мадрид»: 1988-89
- Чемпіон Іспанії:

«Реал Мадрид»: 1985-86, 1986-87, 1987-88, 1988-89, 1989-90
- Володар Суперкубка Іспанії з футболу (3):

«Реал Мадрид»: 1988, 1989, 1990
- Володар Кубка УЄФА:

«Реал Мадрид»: 1985-86
Тренер
- Переможець Панамериканських ігор: 1975
- Переможець Чемпіонату націй КОНКАКАФ: 1977
- Бронзовий призер Чемпіонату націй КОНКАКАФ: 1981
- Срібний призер Кубка Америки: 1993

### Як тренера
- Чемпіон Мексики:

«УНАМ Пумас»: Клаусура 2004, Апертура 2004
- Срібний призер Золотого кубка КОНКАКАФ: 2007
- Бронзовий призер Кубка Америки: 2007

### Особисті
- Трофей Пічічі

1984-85 (19), 1985-86 (22), 1986-87 (34), 1987-88 (29), 1989-90 (38 голів, 2-й рекорд)
- Золотий бутс УЄФА 1989-90